# سيلفيو بايفا
سيلفيو بايفا (بالبرتغالية: Silvio Paiva) هو لاعب كرة قدم برازيلي في مركز الهجوم، ولد في 13 نوفمبر 1958 في فرانكا في البرازيل. شارك مع منتخب البرازيل تحت 23 سنة لكرة القدم. أما مع النوادي، فقد لعب مع سبورتينغ لشبونة وفيتوريا دي غيماريش ونادي إنترناسيونال ونادي باسوش دي فيريرا ونادي نوفو هامبورغو وناسيونال ماديرا.

## وصلات خارجية
- سيلفيو بايفا على موقع الاتحاد الدولي (مؤرشف)  (الإنجليزية)
- سيلفيو بايفا على موقع قاعدة بيانات كرة القدم.إي يو (الإنجليزية)
- سيلفيو بايفا على موقع اللجنة الأولمبية الدولية (الإنجليزية)
- سيلفيو بايفا على موقع أوليمبيديا (الإنجليزية)
- سيلفيو بايفا على موقع اللجنة الأولمبية البرازيلية (البرتغالية)